# Hukkaluoto (ö i Södra Savolax, Nyslott, lat 62,09, long 28,94)
Hukkaluoto är en ö i Finland. Den ligger i sjön Ylä-Enonvesi och i kommunen Enonkoski i den ekonomiska regionen  Nyslotts ekonomiska region  och landskapet Södra Savolax, i den sydöstra delen av landet, 300 km nordost om huvudstaden Helsingfors. Öns största längd är 200 meter i öst-västlig riktning.